# Pierre Dangeard

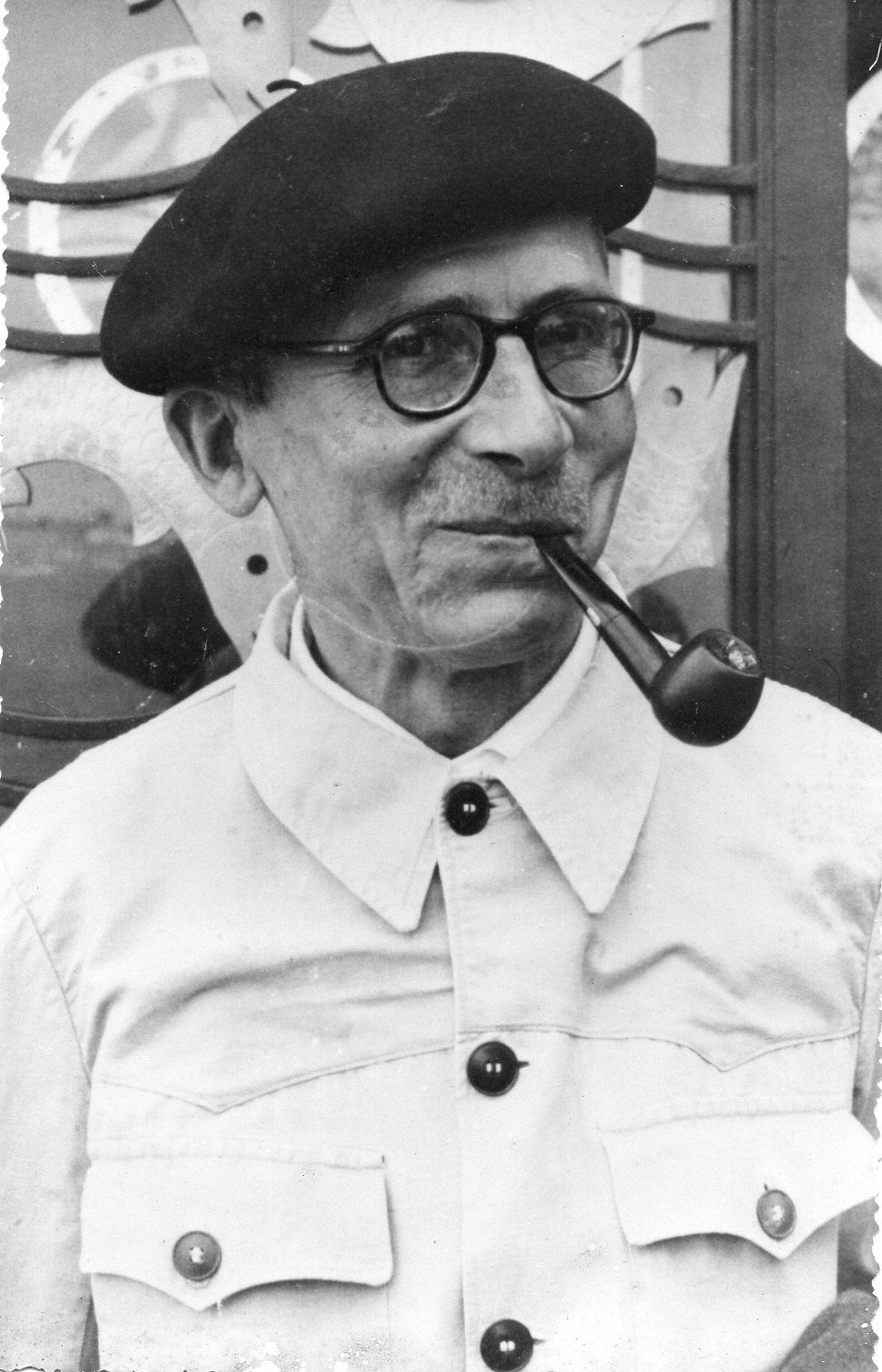
Pierre Jean Louis Dangeard

Pierre Dangeard, mit vollem Namen Pierre Jean-Louis Dangeard (* 18. Februar 1895 in Poitiers; † 23. August 1970 in Pléneuf-Val-André) war ein französischer Botaniker. Er war der Sohn des Botanikers und Mykologen Pierre Clement Augustin Dangeard. Sein offizielles botanisches Autorenkürzel lautet „P.J.L.Dang.“.

## Leben und Wirken
Pierre Dangeard wurde am 18. Februar 1895 in Poitiers geboren. Sein Vater hatte vier Jahre zuvor, aus Caen kommend, eine Anstellung als Professor für Botanik an der Wissenschaftlichen Fakultät in Poitiers erhalten und im Jahr darauf, im September 1892, die 20 Jahre alte Henriette Louise Labrosse geheiratet. Pierre Dangeard kam als zweites von vier Kindern zur Welt. Sein älterer Bruder Henri starb aber bereits 1899 mit sechs Jahren, sodass Pierre nun die Rolle des Ältesten der Geschwister zukam.
Im Jahr 1909 siedelte die Familie nach Paris um, da der Vater hier eine Anstellung an der renommierten Academie des Sciences erhalten hatte. Pierre legte sein Baccalauréat ab und begann ein naturwissenschaftliches Studium, das er 1914 mit der licence abschloss. Von 1915 bis 1918 kämpfte er im Ersten Weltkrieg und wurde verwundet. 1922 wurde er dann zum Mitglied der Ehrenlegion ernannt. Nach dem Kriegsdienst und seiner Genesung nahm Dangeard seine Naturstudien wieder auf. Er wurde 1923 zum Dr. sci. promoviert und veröffentlichte seine Doktorarbeit in der Zeitschrift seines Vaters.
Im Jahr nach seiner Promotion heiratete Pierre Dangeard im Oktober 1924 die nur ein Jahr jüngere Madeleine Colin (1899–1944).  Aus der Ehe ging seine Tochter Genevieve hervor. Jedoch starb seine Frau schon 1944. Drei Jahre später im März 1947 heiratete Pierre Dangeard erneut, und zwar Anne Marie Coville (1908–1998). Aus dieser Ehe ging der Sohn Bernard hervor.
Dangeard blieb nach seiner Promotion in Paris und erhielt dort 1928 eine Anstellung als Assistent an der Naturwissenschaftlichen Fakultät, bis er 1932 als Professor an die Faculte des Sciences nach Bordeaux berufen wurde. Wissenschaftlich spezialisierte sich Pierre Dangeard auf Meeresalgen. Verschiedentlich nahm er an marinen Expeditionsfahrten teil, die von Jean Charcot mit dem Forschungsschiff Pourquoi Pas ? durchgeführt wurden. Wahrscheinlich arbeitete er dabei eng mit seinem Bruder, dem Geologen und Meereskundler Louis Dangeard zusammen.
Nach seinem Rückzug vom Lehrstuhl für Botanik lebte Pierre Dangeard in Pléneuf-Val-André in der Bretagne. Hier starb er am 23. August 1970 im Alter von 75 Jahren.

## Mitgliedschaften und Ehrungen
Pierre Dangeard war Mitglied in mehreren wissenschaftlichen Gesellschaften
- 1922 Mitglied der Légion d'honneur
- 1929 Prix Montagne
- 1935 Prix Desmazières Acad. Sci.
- 1948 Correspondente
- 1948 Korrespondierendes Mitglied der Académie des sciences (1964 membre non résidant)[7]

## Schriften und Sammlungen
In der Nachfolge seines Vaters übernahm Pierre Dangeard ab 1947 die Herausgeberschaft der Fachzeitschrift Le Botanist.
- Herbarium und Typen: in Bordeaux

## Bemerkungen
Dass Vater und Sohn Dangeard als mit Algen arbeitende Botaniker beide den gleichen ersten Vornamen trugen, nämlich Pierre, sorgte selbst in Fachkreisen vielfach für Verwirrung. Der Vater sah die Namensproblematik voraus und versuchte dem bereits anlässlich der Veröffentlichung von Pierre Dangeards Doktorarbeit in der Zeitschrift Le Botaniste, deren Herausgeber er war, zu begegnen:
„Je suis heureux de présenter aujourd’hui dans cette 15 série du Botaniste un mémoire de mon fils ainé, dont les travaux ultérieurs porteront comme celui-ci la signature Pierre Dangeard, alors que les miens ont toujours été présentés sons la signature P. A. Dangeard : de la sorte, aucune confusion ne pourra se produire dans l’esprit des lecteurs.“
(Ich freue mich, heute in dieser 15. Ausgabe des Botaniste eine Abhandlung meines älteren Sohnes vorzustellen, dessen künftige Arbeiten, ebenso wie die hier vorliegende, unter dem Verfassernamen Pierre Dangeard erscheinen werden, während meine [eigenen Arbeiten] immer unter dem Namen P. A. Dangeard publiziert worden sind: auf diese Weise kann auf Seiten der Leser keine Verwirrung aufkommen.)